# Бульвар Гребе
Бульвар Гребе, фр. Boulevard Gréber — крупная дорога в г. Гатино, Квебек (сектор Старый Гатино). Назван в честь французского градостроителя Жака Гребе. Ранее бульвар являлся участком Квебекской провинциальной дороги 148.

## Южный участок
Бульвар начинается у автомобильно-пешеходного моста Леди Абердин через реку Гатино. Здесь расположена историческая церковь Святого Франциска Сальского, построенная в 1840 г., и Пристань артистов.
Далее южная часть бульвара проходит на север вдоль многочисленных магазинов, супермаркетов, ресторанов, стриптиз-клубов и мотелей.
На большей части этого участка бульвар состоит из 4 полос движения. По бульвару ходит городской автобус (большинство остановок — по требованию).

## Перекрёсток с бульваром Малоне

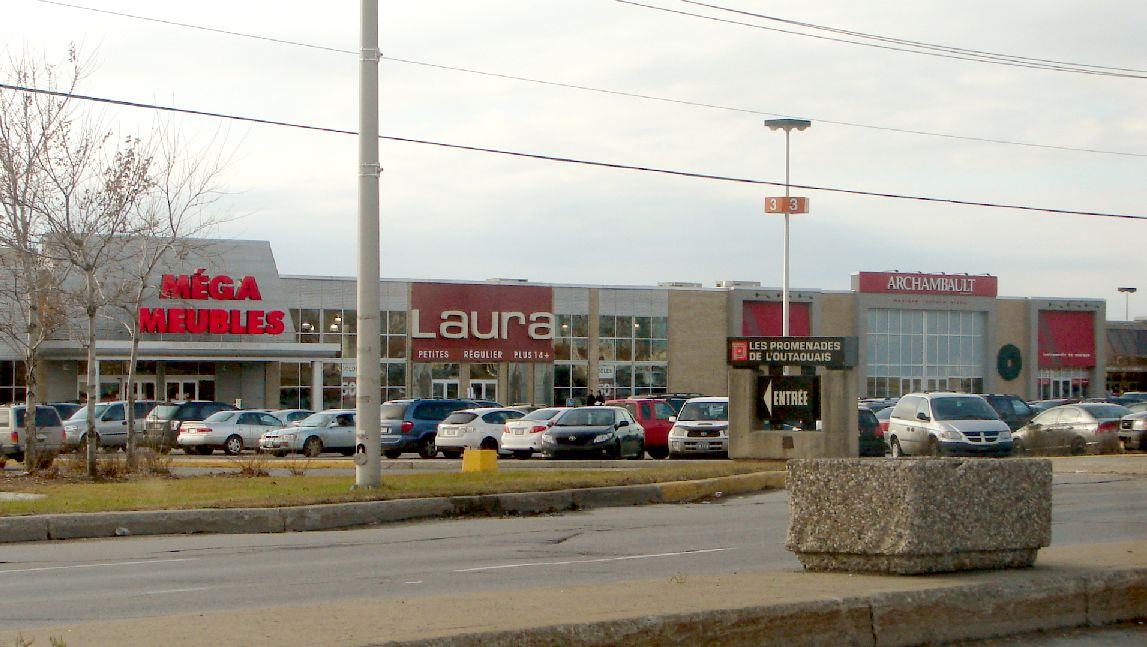
Торговый центр Les Promenades de l’Outaouais на углу бульваров Гребе и Малоне (вид с бульвара Малоне).

Перекрёсток с бульваром Малоне считается одним из наиболее загруженных во всём городе; здесь часто образуются пробки и происходят автомобильные аварии. К северу от перекрёстка расположены железнодорожные пути, которые в настоящее время не используются. Вдоль этих путей компания городского общественного транспорта планирует проложить одну из линий экспресс-автобуса, en:Rapibus.
На перекрёстке расположен один из крупнейших торговых центров города, en:Les Promenades de l'Outaouais, а также ряд других торговых центров.

## Северный участок
Примерно в 1 км к северу от бульвара Малоне проходит через зону жилой застройки, где с западной стороны расположены многоэтажные здания, а с восточной — небольшие частные.
К северу от бульвара Ла-Верандри превращается в двухполосную транспортную артерию, идущую параллельно Квебекской магистрали 50, пока, наконец, не заканчивается у жилого микрорайона Террас-Пейеман/Равен-Буаз (Terrasses Paiement/Ravin Boises).
Здесь также находится крупный сектор промышленной застройки г. Гатино (второй по величине после Промышленного парка Ришельё в секторе Халл).
Северо-восточный участок бульвара Гребе ранее назывался улица Скаллион (Rue Scullion) до образования нового г. Гатино в 2002 г.

## Микрорайоны
- Pointe-Gatineau
- Le Baron
- Du Carrefour
- Ravins Boises-Terrasses Paiement
- Mont-Royal/Cote-des-Neiges